# Roeien op de Olympische Zomerspelen 2020 – Skiff mannen
De skiff voor mannen bij het roeien op de Olympische Zomerspelen 2020 vond plaats van 23 tot en met 30 juli 2021 op de Sea Forest Waterway in Tokio. Skiff is het roeinummer met de meeste deelnemers. 32 roeiers moeten zich via de serie, kwartfinale en halve finale zien te plaatsen voor de finale op vrijdag 30 juli.

## Kwalificatie
| Toernooi                                           | Datum                          | Locatie        | Plaatsen | Gekwalificeerd         | Geselecteerde roeier      |
| -------------------------------------------------- | ------------------------------ | -------------- | -------- | ---------------------- | ------------------------- |
| Gastland                                           | –                              | –              | 1        | Japan                  | Ryuta Arakawa             |
| Wereldkampioenschappen 2019                        | 25 augustus – 1 september 2019 | Ottensheim     | 9        | Duitsland              | Oliver Zeidler            |
| Wereldkampioenschappen 2019                        | 25 augustus – 1 september 2019 | Ottensheim     | 9        | Denemarken             | Sverri Sandberg Nielsen   |
| Wereldkampioenschappen 2019                        | 25 augustus – 1 september 2019 | Ottensheim     | 9        | Nederland              | Finn Florijn              |
| Wereldkampioenschappen 2019                        | 25 augustus – 1 september 2019 | Ottensheim     | 9        | Tsjechië               | Jan Fleissner             |
| Wereldkampioenschappen 2019                        | 25 augustus – 1 september 2019 | Ottensheim     | 9        | Litouwen               | Mindaugas Griškonis       |
| Wereldkampioenschappen 2019                        | 25 augustus – 1 september 2019 | Ottensheim     | 9        | Noorwegen              | Kjetil Borch              |
| Wereldkampioenschappen 2019                        | 25 augustus – 1 september 2019 | Ottensheim     | 9        | Nieuw-Zeeland          | Jordan Parry              |
| Wereldkampioenschappen 2019                        | 25 augustus – 1 september 2019 | Ottensheim     | 9        | Kroatië                | Damir Martin              |
| Wereldkampioenschappen 2019                        | 25 augustus – 1 september 2019 | Ottensheim     | 9        | Italië                 | Gennaro Di Mauro          |
| Afrikaans olympisch kwalificatietoernooi           | 10 – 12 oktober 2019           | Tunis          | 5        | Egypte                 | Ali Hassan                |
| Afrikaans olympisch kwalificatietoernooi           | 10 – 12 oktober 2019           | Tunis          | 5        | Zimbabwe               | Peter Purcell-Gilpin      |
| Afrikaans olympisch kwalificatietoernooi           | 10 – 12 oktober 2019           | Tunis          | 5        | Benin                  | Privel Hinkati            |
| Afrikaans olympisch kwalificatietoernooi           | 10 – 12 oktober 2019           | Tunis          | 5        | Ivoorkust              | Franck N'Dri              |
| Afrikaans olympisch kwalificatietoernooi           | 10 – 12 oktober 2019           | Tunis          | 5        | Libië                  | Hussein Qanboor           |
| Amerikaans olympisch kwalificatietoernooi          | 4 – 5 maart 2021               | Rio de Janeiro | 5        | Brazilië               | Lucas Verthein            |
| Amerikaans olympisch kwalificatietoernooi          | 4 – 5 maart 2021               | Rio de Janeiro | 5        | Peru                   | Álvaro Torres             |
| Amerikaans olympisch kwalificatietoernooi          | 4 – 5 maart 2021               | Rio de Janeiro | 5        | Bermuda                | Dara Alizadeh             |
| Amerikaans olympisch kwalificatietoernooi          | 4 – 5 maart 2021               | Rio de Janeiro | 5        | Nicaragua              | Félix Damián Potoy        |
| Amerikaans olympisch kwalificatietoernooi          | 4 – 5 maart 2021               | Rio de Janeiro | 5        | Dominicaanse Republiek | Ignacio Vásquez           |
| Europees olympisch kwalificatietoernooi            | 5 – 8 april 2021               | Varese         | 3        | Griekenland            | Stefanos Douskos          |
| Europees olympisch kwalificatietoernooi            | 5 – 8 april 2021               | Varese         | 3        | Hongarije              | Bendegúz Pétervári-Molnár |
| Europees olympisch kwalificatietoernooi            | 5 – 8 april 2021               | Varese         | 3        | Turkije                | Onat Kazaklı              |
| Aziatisch-Oceanisch olympisch kwalificatietoernooi | 5 – 7 mei 2021                 | Chungju        | 5        | Kazachstan             | Vladislav Yakovlev        |
| Aziatisch-Oceanisch olympisch kwalificatietoernooi | 5 – 7 mei 2021                 | Chungju        | 5        | Filipijnen             | Cris Nievarez             |
| Aziatisch-Oceanisch olympisch kwalificatietoernooi | 5 – 7 mei 2021                 | Chungju        | 5        | Irak                   | Mohammed Al-Khafaji       |
| Aziatisch-Oceanisch olympisch kwalificatietoernooi | 5 – 7 mei 2021                 | Chungju        | 5        | Koeweit                | Abdulrahman Al-Fadhel     |
| Aziatisch-Oceanisch olympisch kwalificatietoernooi | 5 – 7 mei 2021                 | Chungju        | 5        | Saoedi-Arabië          | Husein Alireza            |
| Internationaal olympisch kwalificatietoernooi      | 16 – 18 mei 2021               | Luzern         | 2        | Russische ploeg        | Aleksandr Vyazovkin       |
| Internationaal olympisch kwalificatietoernooi      | 16 – 18 mei 2021               | Luzern         | 2        | Canada                 | Trevor Jones              |
| Uitnodiging olympische tripartitecommissie         | nnb.                           | –              | 2        | Monaco                 | Quentin Antognelli        |
| Uitnodiging olympische tripartitecommissie         | nnb.                           | –              | 2        | Vanuatu                | Rio Rii                   |
| Totaal                                             |                                |                | 32       |                        |                           |

## Programma
De competitie wordt georganiseerd over acht dagen.
Alle tijden zijn Japanse Standaardtijd (UTC+9)
| Datum                  | Tijd  | Ronde             |
| ---------------------- | ----- | ----------------- |
| Vrijdag 23 juli 2021   | 8:30  | Series            |
| Zaterdag 24 juli 2021  | 8:30  | Herkansing        |
| Zondag 25 juli 2021    | 9:00  | Halve finales E/F |
| Zondag 25 juli 2021    | 11:40 | Kwartfinales      |
| Donderdag 29 juli 2021 | 11:00 | Halve finales A/B |
| Donderdag 29 juli 2021 | 11:40 | Halve finales C/D |
| Vrijdag 30 juli 2021   | 7:45  | Finale F          |
| Vrijdag 30 juli 2021   | 8:05  | Finale E          |
| Vrijdag 30 juli 2021   | 8:35  | Finale D          |
| Vrijdag 30 juli 2021   | 8:55  | Finale C          |
| Vrijdag 30 juli 2021   | 9:15  | Finale B          |
| Vrijdag 30 juli 2021   | 9:45  | Finale A          |

## Resultaten

### Series
De eerste drie van iedere serie plaatsen zich voor de kwartfinale op maandag 26 juli 2021, alle anderen zijn veroordeeld tot de herkansingen op zaterdag 24 en zondag 25 juli 2021.

#### Serie 1
| Rang | Roeier                    | Land      | Tijd    | Baan |   |
| ---- | ------------------------- | --------- | ------- | ---- | - |
| 1    | Kjetil Borch              | Noorwegen | 6:54,46 | 4    | Q |
| 2    | Bendegúz Pétervári-Molnár | Hongarije | 7:04,42 | 1    | Q |
| 3    | Lucas Verthein            | Brazilië  | 7:05,00 | 2    | Q |
| 4    | Jan Fleissner             | Tsjechië  | 7:16,56 | 6    | H |
| 5    | Abdulrahman Al-Fadhel     | Koeweit   | 8:49,03 | 5    | H |
| 6    | Mohammed Riyadh           | Irak      | 8:57,01 | 3    | H |

#### Serie 2
| Rang | Roeier                | Land                   | Tijd    | Baan |   |
| ---- | --------------------- | ---------------------- | ------- | ---- | - |
| 1    | Stefanos Douskos      | Griekenland            | 6:59,49 | 2    | Q |
| 2    | Jordan Parry          | Nieuw-Zeeland          | 7:04,45 | 1    | Q |
| 3    | Alvaro Torres Masias  | Peru                   | 7:07,92 | 6    | Q |
| 4    | Quentin Antognelli    | Monaco                 | 7:10,52 | 5    | H |
| 5    | Ignacio Vasquez Jorge | Dominicaanse Republiek | 7:43,71 | 3    | H |
| 6    | Rillio Rii            | Vanuatu                | 8:00,98 | 4    | H |

#### Serie 3
| Rang | Roeier                   | Land       | Tijd    | Baan |   |
| ---- | ------------------------ | ---------- | ------- | ---- | - |
| 1    | Sverri Nielsen           | Denemarken | 7:02,88 | 3    | Q |
| 2    | Gennaro Alberto di Mauro | Italië     | 7:06,87 | 5    | Q |
| 3    | Vladislav Yakovlev       | Kazachstan | 7:10,08 | 4    | Q |
| 4    | Peter Purcell-Gilpin     | Zimbabwe   | 7:10,65 | 2    | H |
| 5    | Alhussein Ghambour       | Libië      | 7:52,37 | 1    | H |

#### Serie 4
| Rang | Roeier              | Land          | Tijd    | Baan |   |
| ---- | ------------------- | ------------- | ------- | ---- | - |
| 1    | Trevor Jones        | Canada        | 7:04,12 | 3    | Q |
| 2    | Mindaugas Griskonis | Litouwen      | 7:05,88 | 4    | Q |
| 3    | Onat Kazakli        | Turkije       | 7:20,11 | 2    | Q |
| 4    | Dara Alizadeh       | Bermuda       | 7:34,96 | 5    | H |
| 5    | Hussein Alireza     | Saoedi-Arabië | 7:54,18 | 1    | H |

#### Serie 5
| Rang | Roeier              | Land            | Tijd    | Baan |   |
| ---- | ------------------- | --------------- | ------- | ---- | - |
| 1    | Damir Martin        | Kroatië         | 7:09,17 | 1    | Q |
| 2    | Alezander Vyazovkin | Russische ploeg | 7:14,95 | 5    | Q |
| 3    | Cris Nievarez       | Filipijnen      | 7:22,97 | 4    | Q |
| 4    | Felix Potoy         | Nicaragua       | 7:32,54 | 3    | H |
| 5    | Privel Hinkati      | Benin           | 7:40,87 | 2    | H |

#### Serie 6
| Rang | Roeier             | Land      | Tijd    | Baan |   |
| ---- | ------------------ | --------- | ------- | ---- | - |
| 1    | Oliver Zeidler     | Duitsland | 7:00,40 | 4    | Q |
| 2    | Ryuta Arakawa      | Japan     | 7:02,79 | 1    | Q |
| 3    | Abdelkhalek Elbana | Egypte    | 7:03,44 | 3    | Q |
| 4    | Finn Florijn       | Nederland | 7:04,56 | 2    | H |
| 5    | Franck N'dri       | Ivoorkust | 7:49,19 | 5    | H |

1900: Hermann Barrelet ·
1904: Frank Greer ·
1908: Harry Blackstaffe ·
1912: William Kinnear ·
1920: John B. Kelly, Sr. ·
1924: Jack Beresford ·
1928: Henry Pearce ·
1932: Henry Pearce ·
1936: Gustav Schäfer ·
1948: Mervyn Wood ·
1952: Joeri Tjoekalov ·
1956: Vjatsjeslav Ivanov ·
1960: Vjatsjeslav Ivanov ·
1964: Vjatsjeslav Ivanov ·
1968: Jan Wienese ·
1972: Joeri Malysjev ·
1976: Pertti Karppinen ·
1980: Pertti Karppinen ·
1984: Pertti Karppinen ·
1988: Thomas Lange ·
1992: Thomas Lange ·
1996: Xeno Müller ·
2000: Robert Waddell ·
2004: Olaf Tufte ·
2008: Olaf Tufte ·
2012: Mahe Drysdale ·
2016: Mahe Drysdale ·
2020: Stefanos Douskos ·
2024: Oliver Zeidler